# Alexandr Jurečka
Alexandr Jurečka (18. prosince 1990 Havířov – 25. září 2015 Lago di Garda) byl český zápasník – judista.

## Sportovní kariéra
S judem začínal v rodném Havířově v 9 letech na radu svého dědy. Připravoval v Judo clubu Havířov pod vedením rodiny Frenštátských. Jeho osobním trenérem byl Marcel Frenštátský. Vrcholově se připravoval v Praze jako student FTVS UK v tréninkové centru Ministerstva vnitra.
V české mužské reprezentaci se pohyboval od roku 2010 ve střední váze do 90 kg. V roce 2011 mu nadějně rozehranou olympijskou kvalifikaci pro start na olympijských hrách v Londýně přerušilo vážné zranění ramene z červnového turnaje ve slovinském Celje.
Nový olympijský cyklus začal od roku 2013 výbornými výsledky ve světovém poháru a několik týdnů figuroval mezi deseti nejlepšími judisty světa ve váze do 90 kg. Závěr roku se mu však nevydařil, na prosincovém Kano Cupu si obnovil zranění ramene a přišel o polovinu sezony 2014. Do kolotoče světového poháru naskočil v červnu v kubánské Havaně, kde si ve druhém kole přetrhal vazy v koleni a po plastice vazu se na mezinárodním turnaji neobjevil další rok. Během dlouhé rekonvalescence začal vyhledávat různé adrenalinové aktivity. Jedna z těchto aktivit se mu se mu v září 2015 stala osudnou.

### Tragické úmrtí
Alexandr Jurečka zemřel 25. září 2015. Osudným se mu stalo soustředění v Itálii, kde zahynul během potápění. Stalo se tak při hloubkovém ponoru v Lago di Garda, kde začal mít problémy v hloubce 84 metrů. Pravděpodobnou příčinou byla technická závada vybavení. Jeho tělo pak bylo nalezeno v hloubce 99 metrů.
Dne 26. září 2015 vydal Český svaz juda smuteční oznámení o jeho smrti. Stálo v něm: „V pátek tragicky zahynul úspěšný český reprezentant Alexandr Jurečka. Čest jeho památce!“ Tentýž den se zpráva rozšířila na sociálních sítích, kde vzbudila vlnu kondolencí. V médiích se zpráva o jeho úmrtí objevila o den později. Jeho nekrolog vydaly i zahraniční sportovní a judistické servery, např. JudoInside, web mezinárodní federace IJF nebo německý sportovní Sport1.de.

### Úspěchy ve světovém poháru
- 2012 - 3. místo (Ulánbátar)
- 2013 - 3. místo (Samsun, Baku, Moskva)

## Výsledky
| Turnaj             | 2009         | 2010         | 2011         | 2012         | 2013         | 2014         | 2015         |
| Turnaj             | 19           | 20           | 21           | 22           | 23           | 24           | 25           |
| Turnaj             | střední váha | střední váha | střední váha | střední váha | střední váha | střední váha | střední váha |
| ------------------ | ------------ | ------------ | ------------ | ------------ | ------------ | ------------ | ------------ |
| Olympijské hry     |              |              |              | —            |              |              |              |
| Mistrovství světa  | —            | —            | —            |              | úč.          | —            | úč.          |
| Evropské hry       |              |              |              |              |              |              | úč.          |
| Mistrovství Evropy | —            | —            | —            | úč.          | úč.          | —            | úč.          |
| Univerziáda        | —            |              | —            |              | 3.           |              | —            |
| ME do 23 let       | —            | —            | —            | 5.           |              |              |              |
| MS juniorů         | 7.           |              |              |              |              |              |              |
| ME juniorů         | 5.           |              |              |              |              |              |              |